# Pereljubi járás

A Pereljubi járás a Szaratovi területen

A Pereljubi járás (oroszul Перелюбский муниципальный район) Oroszország egyik járása a Szaratovi területen. Székhelye Pereljub.

## Népesség
- 1989-ben 18 131 lakosa volt.
- 2002-ben 19 280 lakosa volt, melynek 10,2%-a kazah.
- 2010-ben 14 747 lakosa volt, melyből 10 046 orosz, 1 554 kazah, 1 029 baskízr, 460 kurd, 210 ukrán, 178 csuvas, 177 lezg, 168 azeri, 162 fehérorosz, 148 tatár, 140 moldáv, 119 csecsen, 65 örmény stb.